# Глинівці
Гли́нівці (до 1946 року — Ляхівці) — село в Україні, у Червоненській селищній територіальній громаді Бердичівського району Житомирської області. Чисельність населення становить 648 осіб (2001). У 1923—2015 роках — адміністративний центр колишньої однойменної сільської ради.

## Загальна інформація
Розташоване за 24 км від міста Андрушівка та за 14 км від залізничної станції Кодня.

## Населення
За довідником 1885 року в селі мешкало 1 345 осіб, налічувалося 144 дворових господарства, наприкінці 19 століття — 1 798 жителів, дворів — 291.
Відповідно до результатів перепису населення Російської імперії 1897 року, загальна кількість мешканців становила 1 335 осіб, з них: православних — 1 299, чоловіків — 669, жінок — 666.
У 1906 році в селі проживало 2 040 мешканців, дворів — 327, у 1923 році — 2 296 мешканців, дворів — 400.
Відповідно до перепису населення СРСР 17 грудня 1926 року, чисельність населення становила 2 156 осіб, з них 1 030 чоловіків та 1 126 жінок; за національністю: українців — 2 148, євреїв — 8. Кількість господарств — 475, з них несільського типу — 4.
На початок 1970-х років село мало 410 дворів із населенням 1 256 осіб.
Відповідно до результатів перепису населення СРСР, кількість населення станом на 12 січня 1989 року становила 803 особи. Станом на 5 грудня 2001 року, відповідно до перепису населення України, кількість мешканців села становила 648 осіб.

## Історія
Час заснування — невідомий. Перша писемна згадка про село датується 1735 роком. 15 грудня 1735 року дворянин Дідківський у скарзі повідомляв про грабунок козаками двох коней у с. Ляхівці, де він служив приказчиком у дворянина Аслановича. Самого ж Дідківського козаки ув'язнили під час нападу на село. Згадується у люстрації Київського воєводства 1754 року як село коднянського маєтку, подимне вносили від 40 дворів. Також згадується в акті від 17 липня 1762 року, у судовому поясненні брацлавського підстолія Феліціана Глибоцького про наверненню в уніати православних монахів ксьондзом із с. Ляхівці.
У другій половині 19 століття — село Житомирського повіту Волинської губернії. Лежало південно-східніше Кодні, при дорозі з Никонівки до Ліщина. Половиною села володіли Умінські, половиною — уряд. Належало до католицької каплиці в Кодні. Були цвинтарна каплиця, дерев'яна церква, гуральня. За довідником 1885 року — колишнє поміщицьке село Коднянської волості Житомирського повіту Волинської губернії. Були церковна парафія, католицька каплиця, школа, два вітрових млини.
Наприкінці 19 століття — село Коднянської волості Житомирського повіту Волинської губернії. Лежало за 25 верст від Житомира, за 10 верст від Кодні, за 15 верст від найближчої поштової станції в Реї, за 25 верст від найближчої залізничної станції Бердичеві. Великий землевласник — Федір Терещенко. У 1882 році було закрито стару, непридатну до богослужінь, церкву, щодо часу побудови якої не було жодної інформації. У 1884 році збудовано тимчасову церкву, в межах старої. 4 березня 1886 року стару церкву повністю розібрано, того ж дня на її місці розпочато будівництво нової, з дуба. В зв'язку з цим тимчасову церкву було перенесено в інше місце. Дзвіницю збудовано 5 жовтня 1869 року. Землі при церкві — понад 50 десятин, чорнозем. 31 грудня 1851 року ріллю, сіножаті та город були розділені повітовим землеміром між членами притчу, із встановленням межових кілків. На ці землі був план. Церковно-парафіяльну школу відкрито у 1886 році, в публічному будинку. При школі було 0,25 десятини землі. Утримання школи, вчителя та сторожа здійснювалося вірянами. Церковна парафія входила до 2-го благочинного округу Житомирського повіту. До парафії приписане сільце Розкопана Могила. Дворів 221, вірян — 1 816 осіб обох статей. Сусідні парафії: Мошківці (3 версти), Никонівка (8 верст), Кодня (10 верст).
У 1906 році — село Коднянської волості (5-го стану) Житомирського повіту Волинської губернії. Відстань до губернського центру, м. Житомир, становила 30 верст, до волосного центру містечка Кодня — 10 верст. Поштове відділення — міст. Червонне.
У 1923 році включене до складу новоствореної Ляховецької сільської ради, яка 7 березня 1923 року увійшла до складу новоутвореного Солотвинського (згодом — Коднянський) району Житомирської округи; адміністративний центр ради. Розміщувалося за 8 верст від районного центру с. Солотвин. 27 червня 1925 року, в складі сільської ради, передане до Андрушівського району Бердичівської округи. Відстань до районного центру, с. Андрушівка — 16 верст, до окружного центру в Бердичеві — 25 верст, до найближчої залізничної станції Кодня — 12 верст.
16 листопада 1942 року очільник генерального округу "Житомир" Ернст Ляйзер видав наказ про створення адміністративного округу "Геґевальд" ("Заповідний ліс") — адміністративно-територіальної одиниці Генеральної округи Житомир Райхскомісаріату Україна, куди увійшло село. У складі округу село перебувало до приходу Червоної армії у лютому 1944 року.
На фронтах Другої світової війни воювало 240 селян, 112 з них нагороджені орденами й медалями, 128 загинули. Старшому лейтенантові С. В. Савчуку присвоєно звання Героя Радянського Союзу. У 1956 році на братській могилі встановлено пам'ятник.
7 червня 1946 року, відповідно до указу Президії Верховної ради Української РСР «Про збереження історичних найменувань та уточнення і впорядкування існуючих назв сільрад і населених пунктів Житомирської області», село Ляхівці перейменовано на Глинівці, відповідно сільську раду — на Глиновецьку. 29 червня 1960 року, відповідно до рішення Житомирського облвиконкому № 683 «Про об'єднання деяких населених пунктів в районах області», приєднано хутір Вербівка. 30 грудня 1962 року, в складі сільської ради, село передане до Бердичівського району, 4 січня 1965 року повернуте до складу відновленого Андрушівського району.
В радянські часи в селі розміщувалася центральна садиба колгоспу, який обробляв 2 307,8 га земель, в тому числі 2 058,1 га — рілля. Господарство вирощувало зернові й технічні культури, розвивало м'ясо-молочне тваринництво. При колгоспі діяли механічна і деревообробна майстерні, млин. 56 колгоспників нагороджено орденами й медалями СРСР, серед них орденом Жовтневої Революції — бригадира рільничої бригади М. А. Андрощука.
У селі були восьмирічна школа, будинок культури, бібліотека, фельдшерсько-акушерський пункт, дитячий садок, два магазини.
10 серпня 2015 року включене до складу новоутвореної Червоненської селищної територіальної громади Андрушівського району Житомирської області. Від 19 липня 2020 року, разом з громадою, в складі новоутвореного Бердичівського району Житомирської області.

## Відомі люди
- Зущик Лука Прокопович (1909—1994) — український майстер з художньої обробки дерева.
- Маковецький Василь Адамович (1907—1972) — заслужений працівник культури України, майстер з виготовлення бандур.
- Савчук Степан Варфоломійович (1915—1985) — Герой Радянського Союзу.
- Стельмах Олександр Анатолійович (1981—2022) — штаб-сержант Збройних сил України; загинув 21 лютого 2022 року.